# هری پاتر و یادگاران مرگ – قسمت اول (موسیقی متن)
هری پاتر و یادگاران مرگ – قسمت اول (انگلیسی: Harry Potter and the Deathly Hallows – Part 1) یک موسیقی متن برای فیلم ۲۰۱۰ با همین نام، نوشته و تهیه‌شده توسط آهنگساز فرانسوی الکساندر دسپلا است. این موسیقی متن در ۱۶ نوامبر ۲۰۱۰ منتشر شد.